# Pseudatrichum
Pseudatrichum là một chi rêu trong họ Polytrichaceae.